# ヴァイオレット・ブラウン
ヴァイオレット・ブラウン（Violet Brown、1900年3月10日 - 2017年9月15日）は、かつてジャマイカ・トレローニー教区に在住していた長寿世界一だった女性。19世紀生まれの人物では世界で最後の2人のうちの1人であった（もう1人は日本人女性の田島ナビ）。
ジャマイカ及び中部アメリカでの歴代最高齢記録保持者である。ヴィクトリア朝時代に生まれた英国臣民の最後の生き残りであった。2020年にルーシー・ハンナの記録が取り消されたことにより、黒人の歴代最高齢者となった。愛称はアーント・ブイ(Aunt V)

## 生涯
音楽教師と教会のオルガン奏者の職を80年以上勤め、1997年に夫を亡くした後には、夫の職であった墓地の記録係を引き継ぎ、100歳過ぎまで続けた。長男のハロルド・フェアーウェーザー（Harold Fairweather、1920年4月15日 - 2017年4月19日）も同様に長寿であり、偶然にも母が世界最高齢になった日に97歳の誕生日を迎えている。ギネスブックにおいて、親が存命中の子供の歴代最高齢記録として掲載されていた。この記録はかつてはサラ・ナウスの娘の96歳が最高記録だったが、ハロルドがその記録を1年伸ばしたことになる。また、親と子の年齢を足した合計が214歳で、存命人物中の最高齢としても認定されていた（歴代ではサラ・ナウスとその娘の記録220歳が最高齢）。
2017年4月15日、長寿世界一の人物となる。その4日後にハロルドが死亡。長寿世界一になってから丁度5か月後となる同年9月15日、117歳と189日でその生涯を閉じた。ブラウンの死はジャマイカのアンドリュー・ホルネス首相のTwitterで明らかにされた。

## 長寿記録
- 2014年7月26日 - ジェロントロジー・リサーチ・グループのスーパーセンテナリアンリストに追加された。114歳138日。
- 2017年4月15日 - エンマ・モラーノの死去により、117歳36日で世界最高齢の人物となる[7]。
- 同年9月15日 - 117歳189日で死去した。ブラウンの死去に伴い、日本の田島ナビが世界最高齢となった。

| 記録                        | 記録                                                    | 記録                            |
| --------------------------- | ------------------------------------------------------- | ------------------------------- |
| 先代 エンマ・モラーノ       | 存命人物のうち世界最高齢 2017年4月15日 - 2017年9月15日  | 次代 田島ナビ                   |
| 先代 オイゲナ・デビッドソン | 存命中のジャマイカ最高齢 2012年12月13日 - 2017年9月15日 | 次代 ベアトリス・バイフィールド |
| 先代 アイダ・スチュワート   | 歴代のジャマイカ最高齢 2014年3月10日 -                  | 次代 （記録保持者）             |